# Сироїжка темночервона
Сироїжка темночервона (Russula atrorubens) — вид грибів роду Сироїжка (Russula) з родини сироїжкових  (Russulaceae). Сучасну біномінальну назву надано у 1898 році.

## Будова
Шапка  6-8 см, рожево-червона на краю, пурпурова в центрі. Пластини і спори білі. Стовбур білий. Має легкий фруктовий запах.

## Поширення та середовище існування

Поширення Russula atrorubens

Росте у Європі під хвойними деревами у болотистих місцях.

## Практичне використання
Не їстівний. М'якуш гриба на смак дуже їдкий.